# Soptík

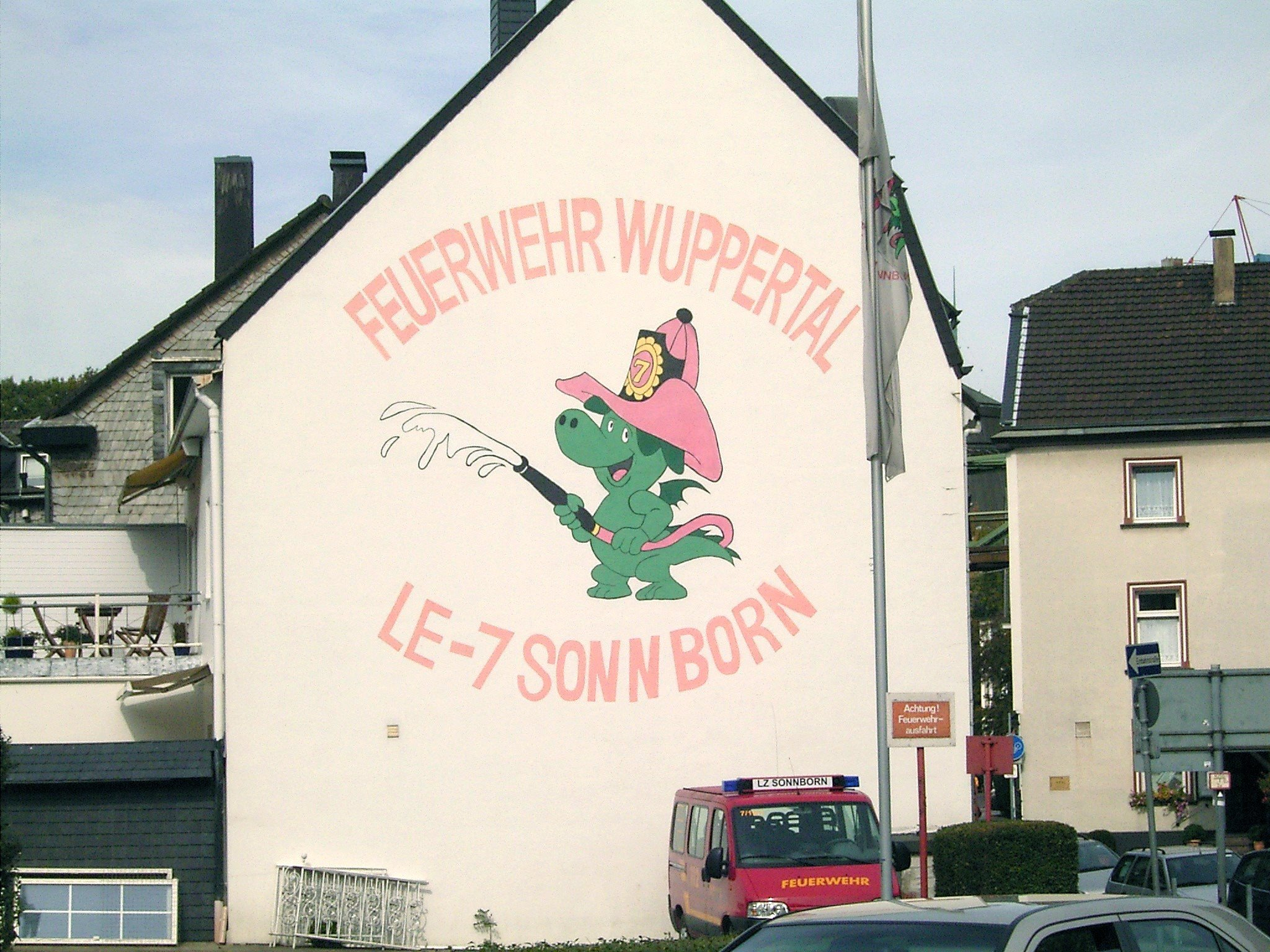
Soptík jako maskot hasičů v německém Wuppertalu

Soptík je postava z televizního seriálu pro děti. Je to malý zelený dráček, jehož snem je stát se požárníkem. Nosí červenou hasičskou přilbu. Žije v jeskyni se svým otcem, velkým drakem Dejmalem. Ten nemá pro Soptíkovu touhu žádné pochopení, protože smyslem života draků je chrlit oheň a věci zapalovat, nikoliv hasit.
Seriál vysílala Československá televize v roce 1984 pod názvem Příhody dráčka Soptíka v rámci pořadu Magion. Soptíka (v originále Grisù) daboval Miroslav Vladyka, Dejmala (v originále Fume) Jiří Sovák, lorda Kekse (v originále sir Cedric) Luděk Kopřiva, lady Bublinu (v originále lady Rowena) Eva Klepáčová a psa Paka (v originále Stuffy) Jiří Bruder. Seriál o 52 dílech vznikl v Itálii v roce 1975 pod názvem Grisù il draghetto. Slovo grisù (jméno dráčka) znamená v italštině důlní plyn. Autory seriálu jsou bratři Nino a Toni Pagotové, zakladatelé společností Pagot film, Intercartoon a Rever Cinematografica. Podstatou komiky a oblíbenosti seriálu u dětí je konflikt mezi dospělým a malým drakem a také jistá nešikovnost Soptíkova. Často ve své úporné snaze hasit a kvůli těžko kontrolovanému chrlení plamenů vyvolal ještě větší požár. Soptíkův procítěný výkřik: „A přece budu požárníkem!“ se stal proslulým u celé generace dětí.